# Marte rojo
Marte rojo es la primera parte de la Trilogía marciana de Kim Stanley Robinson; una novela de ciencia ficción ganadora del premio Nébula y del British Science Fiction Award, y elogiada por Arthur C. Clarke como la mejor novela sobre la colonización de Marte jamás escrita.
La novela narra la historia de los primeros 35 años de vida humana en Marte, desde 2026 hasta 2061; la historia seguirá en Marte verde, y posteriormente en Marte azul, abarcando en estos dos libros el período posterior a 2061. Esta historia se relata desde los ojos de algunos de los integrantes del primer grupo que pisa la superficie del planeta rojo con intención de quedarse, compuesto por cien personas de distintos países (en especial norteamericanos y rusos, pero también algún japonés, español, e incluso jamaicano). Este grupo se denomina en el libro "Los Primeros Cien" y entre ellos está también el primer hombre que pisará Marte, John Boone.
El libro está dividido en ocho partes, cada una de las cuales está contada desde el punto de vista de uno de "Los Primeros Cien", centrándose especialmente en sus acciones, sentimientos e ideologías contrapuestas.
Existe un proyecto para trasladar el relato a una serie de televisión.

## Argumento
La historia no comienza cronológicamente, sino que narra los sucesos en torno al asesinato de uno de estos personajes en un año posterior al desembarco, para pasar ya sí, en la siguiente parte, a contar la historia marciana en orden de sucesos, empezando con los largos meses de viaje en el Ares, la nave que usan para llegar allí "Los Primeros Cien".
Pasa después a contar la llegada y difíciles primeros meses en la superficie del planeta. Durante estos, ya se perfila bien claro que el principal problema para la convivencia es la pugna permanente entre aquellos que quieren preservar la belleza hostil y desierta de Marte, liderados por la geóloga Ann Clayborne (que pasa a denominarse a sí misma areóloga), contra aquellos que desean modificar en mayor o menor grado la superficie, para hacerla habitable para el hombre sin necesidad de traje presurizado. Esto se denomina comúnmente "Terraformación" de un planeta, es decir, hacerlo a imagen y semejanza de la Tierra, con atmósfera, presión y temperatura similares, así como la introducción de una biosfera más o menos compleja. El grupo que opta por hacer esto está claramente liderado por el científico Saxifrage "Sax" Russell. Este debate será una constante durante este primer libro.
Sin embargo, hay muchas otras discrepancias entre "Los Primeros Cien", esencialmente en el plano político y espiritual: Arkadi Bogdanov propone fundar un nuevo tipo de sociedad, de inspiración anarquista, que supere a las terrestres, mientras que Hiroko Ai, la experta en hábitats, habla de una espiritualidad ligada al planeta, lo que ella llama "Areofanía", y que con el tiempo estará ampliamente difundida y mezclada con otras creencias.

## Elementos sobresalientes
En el libro se describen numerosos proyectos que, aunque por el momento son solo ciencia ficción, no son por ello irrealizables. Se relata la creación de un ascensor espacial que une un asteroide con un punto de la superficie y que aprovecha el flujo de viajeros hacia la superficie como contrapeso para las toneladas de materiales que se exportan a la Tierra. Además, un grupo de entre "Los Primeros Cien" consigue crear una generación de niños ectógenos, es decir, que han sido desarrollados sin un vientre femenino, en un contenedor artificial. Estos niños serán los primeros nacidos verdaderamente en Marte, y al menos uno de ellos, Kasei, tendrá relevancia en la última parte del libro, y en los siguientes de la trilogía. También el llamado «tratamiento gerontológico», desarrollado por el equipo médico de Acheron y consistente en la reestructuración del ADN para retrasar la vejez y curar la mayoría de las enfermedades, es una posibilidad en el futuro cercano.